# Boisroger
Boisroger è un comune francese di 189 abitanti situato nel dipartimento della Manica nella regione della Normandia.
Fa parte del cantone di Saint-Malo-de-la-Lande nella circoscrizione (arrondissement) di Coutances.

## Società

### Evoluzione demografica
Abitanti censiti